# خوزه لوئیس کالدرون
خوزه لوئیس کالدرون (اسپانیایی: José Luis Calderón‎؛ زادهٔ ۲۴ اکتبر ۱۹۷۰) بازیکن فوتبال اهل آرژانتین است.

## باشگاهی
از باشگاه‌هایی که در آن بازی کرده‌است می‌توان به باشگاه اتلتیکو ایندپندینته، باشگاه فوتبال آرژانتینوس جونیورز، باشگاه فوتبال ناپولی، باشگاه فوتبال آرسنال ساراندی، و باشگاه فوتبال آمریکا، باشگاه فوتبال استودیانتس،اشاره کرد.

## تیم ملی
وی همچنین در تیم ملی فوتبال آرژانتین بازی کرده‌است.